# Dynastie Čchin
Dynastie Čchin (čínsky 秦朝; pinyin Qín Cháo; český přepis čchin čchao; Wade-Giles Ch’in Ch’ao), byla v letech 221–206 př. n. l. první císařskou dynastií vládnoucí sjednocené Číně. Jejím odkazem je centralizovaný byrokratický stát, který s určitými přestávkami přetrval až do pádu císařství v roce 1912. Mezinárodně užívaný výraz pro Čínu též pravděpodobně pochází ze jména této dynastie.
V čínských dějinách následuje vláda dynastie Čchin po dvě a půl století trvajícím období válčících států na sklonku dynastie Čou (Zhou) a sama je poté vystřídána dynastií Chan (Han).
Dynastie Čchin má svůj počátek již o několik století dříve ve Čchin, jednom z mocných válčících států, jehož král z rodu Jing (嬴) v letech 230–221 př. n. l. postupně dobyl šest ostatních států a prohlásil se císařem(皇帝, chuang-ti). Vláda Prvního císaře (221–210) pak představuje velkou část období Čchin.
První císař zavedl na území sjednocené Číny namísto dosavadních feudálních pořádků tvrdou centralizaci. Dal spálit státní archívy poražených států. Přebytečné zbraně byly zkonfiskovány a svezeny do metropole Sien-jangu (poblíž dnešního města Si-an), kde z nich byly odlity zvony a sochy; pohraniční opevnění mezi bývalými státy byla pobořena. Země byla rozdělena na 36 (později 42) komanderií (ťün, 郡) a ty dále na okresy (sien ZZ: 县, TZ: 縣). Aby místní představitelé nezískali přílišnou moc, spravovali každou komanderii nezávisle na sobě tři úředníci – civilní guvernér, vojenský velitel a cenzor, kontrolující oba předešlé. Úředníci byli rozděleni do devíti hodnostních tříd, v rámci každé z nich pak ještě existoval vyšší a nižší stupeň. Podobně jako v předchozích obdobích byly úřednické platy udávány (a také vypláceny) v naturáliích, přesněji řečeno v měrných jednotkách obilí. Kupříkladu nižší úředník pobíral měsíčně 50 š' (石, shi), tedy asi 3 000 kg obilí, vysocí úředníci u dvora 2 000 š' a dvojice nejvyšších hodnostářů (první rádce a vrchní velitel) měla stanoven plat 10 000 š'.
Centralizace a standardizace, v jejímž prosazování měl hlavní úlohu císařův první rádce Li S' (李斯, Li Si), se netýkala jen státní správy. Místo dosavadních různých regionálních variant písma bylo nařízeno užívat znaky v jednotné podobě (tzv. malé pečetní písmo (小篆, siao čuan). Došlo k zavedení jednotných měr a vah, velký význam pro dopravu mělo též stanovení jednotného rozchodu kol vozů a budování širokých hlavních silnic. Byly zavedeny jednotné měděné a zlaté mince a zakázána všechna ostatní platidla (jako mušle či jaspis). Státní moc byla organizována na legistických zásadách odměn a především tvrdých trestů, jak je již v předchozích desetiletích formuloval Chan Fej-c' (韓非子, Han Feizi), a veškeré odlišné názory a kritika, zejména ze strany konfuciánských učenců, byly brutálně potlačovány – roku 213 př. n. l. císař přikročil k pálení konfuciánských spisů (ponechány byly jen opisy v císařské knihovně) a několik set nepohodlných učenců dal popravit.
Muži od 17 do 60 let věku byli povinni jedním rokem služby ve vojsku. To nemuselo znamenat jen účast na některém z četných tažení proti „barbarským“ kmenům, která rozšířila území říše severním i jižním směrem – vojáci byli též nasazováni na rozsáhlé veřejné práce. Největším z těchto projektů, na nějž bylo z počátku nasazeno 300 000 vojáků, později i statisíce zajatců a trestanců, bylo budování Velké zdi na severních hranicích. Z vojenské povinnosti bylo možno se (za nemalý obnos) vykoupit, nepodléhali jí ani úředníci a držitelé (nyní již jen nominálních) šlechtických titulů.
Ohromný rozsah nucených prací na stavbách komunikací, císařských paláců a monumentální panovníkovy hrobky vyvolávaly čím dál větší nespokojenost obyvatel, kterou se však císaři za jeho života dařilo zvládat. První císař, posedlý velikášstvím, stihomamem a touhou po dosažení nesmrtelnosti se v posledních letech úzkostlivě vyhýbal zrakům svých poddaných. Když roku 210 př. n. l. na inspekční cestě po východní Číně ve věku 49 let zemřel, nebylo tak pro vlivného vrchního eunucha Čao Kaoa (趙高, Zhao Gao) problémem celé týdny utajovat císařovu smrt a zfalšovat jeho poslední vůli.
Podle původního odkazu sepsaného krátce před císařovou smrtí byl dědicem trůnu určen nejstarší syn Fu Su (扶蘇), toho času inspektor vojsk v pohraničí. Čao Kao, vědom si toho, že u dvora nového vládce, který se již dříve netajil svou kritikou vůči otcovým tvrdým metodám a prokázal ve vojenských taženích své schopnosti, by byl rychle zbaven moci, přemluvil prvního rádce Li S'a ke společnému postupu. Sepsali falešnou závěť, ustanovující nástupcem nejmladšího císařova syna Chu-chaje (胡亥, Huhai), zatímco Fu Suovi poslali otcovým jménem příkaz k sebevraždě. Nešťastný princ Fu Su se zachoval jako vzor synovské poslušnosti a falešného příkazu i přes naléhání svých přátel bez váhání uposlechl.
Nyní byl Druhým císařem prohlášen Chu-chaj, nepříliš schopný mladík se sklony ke krutosti, který se záhy stal loutkou v rukou Čao Kaoa. Čao Kao zařídil, že vlivný Li S' byl obviněn ze spiknutí a s celou rodinou roku 208 př. n. l. popraven.
Narůstající daňový a pracovní útlak, vynucovaný krutými tresty, již déle nebylo možno snášet a po smrti Prvního císaře se začali bouřit rolníci, vojáci i šlechta z bývalých království. V srpnu roku 209 př. n. l. se pod vedením Čchen Šenga (陳勝, Chen Sheng) a Wu Kuanga (吳廣, Wu Guang) vzbouřila vojenská jednotka, jíž za nezaviněný pozdní příchod na místo určení hrozil trest smrti. Jejich povstání zasáhlo rozlehlou oblast, ale bylo po několika měsících potlačeno. Po celé Číně však propukaly další a další vzpoury. Čao Kao v obavě, že bude viněn z neschopnosti vypořádat se s nepokoji, přiměl v říjnu 207 př. n. l. Druhého císaře spáchat sebevraždu (namluvil mu, že palác je obklíčen povstalci) a na trůn rozpadající se říše dosadil Fu Suova syna C'-jinga (子嬰, Ziying). C'-jing se ani nestal Třetím císařem; vládl pod titulem Král Čchin (秦王) pouhých 46 dnů. Při první příležitosti dal zabít Čao Kaoa a vzdal se na milost povstaleckému vůdci Liou Pangovi 劉邦, Liu Bang). Liou Pang ušetřil C'-jingův život a učinil z něj obyčejného úředníka. Brzy však musel předat hlavní město Sien-jang dalšímu z povstaleckých vůdců Siang Jüovi (ZZ: 项羽, TZ: 項羽, Xiang Yu). Siang Jü tak milosrdný nebyl – zabil C'-jinga, spálil císařské paláce a archivy (přičemž nenávratně vzaly za své poslední kopie „zakázaných“ knih) a vyplenil hrobku Prvního císaře. Po dalších čtyřech letech urputných bojů Siang Jü Liou Pangovi podlehl. Liou Pang vešel do dějin jako císař Kao-cu, zakladatel dynastie Chan (Han).

## Panovníci dynastie Čchin
Poznámka: Král Čao-siang z Čchin (秦昭襄王) vládl státu Čchin už 51 let, když Čchinové sesadili posledního panovníka dynastie Čou, jehož symbolickou svrchovanost dosud uznávali všichni čínští vládci. I když pořád zbývalo dalších šest nezávislých států, čchinští dějepisci považovali následující rok (52. rok vlády krále Čao-sianga) za první rok vlády dynastie Čchin, jakožto nástupce dynastie Čou.
V moderní historiografii je však počátek dynastie Čchin jakožto historického období zpravidla spojován s prohlášením se čchinského krále Prvním císařem po sjednocení Číny roku 221 př. n. l.
| Posmrtná jména / tituly                                                                         | Rodinná a osobní jména                             | Doba vlády    |
| ----------------------------------------------------------------------------------------------- | -------------------------------------------------- | ------------- |
| Titulatura: "Čchin" + posmrtné jméno                                                            |                                                    |               |
| Čao-siang (昭襄 Zhaoxiang)                                                                      | Jing Ce (嬴則 ying ze) nebo Jing Ťi (嬴稷 ying ji) | 255–250       |
| Siao-wen (孝文 Xiaowen)                                                                         | Jing Ču (嬴柱 ying zhu)                            | 250 př. n. l. |
| Čuang-siang (莊襄 Zhuangxiang)                                                                  | Jing C'-čchu (嬴子楚 ying zichu)                   | 249–247       |
| Š' Chuang-ti (始皇帝 Shi Huangdi)                                                               | Jing Čeng (嬴政 ying zheng)                        | 246–210       |
| Er Š' Chuang-ti (二世皇帝 Er Shi Huangdi)                                                       | Jing Chu-chaj (嬴胡亥 ying huhai)                  | 209–207       |
| C'–jing byl zpravidla nazýván osobním jménem nebo Čchin Wang C'–jing (秦王子嬰 qin wang ziying) |                                                    |               |
| neužívalo se                                                                                    | Jing C'–jing (嬴子嬰 ying ziying)                  | 207 př. n. l. |

Počínaje Prvním císařem, neužívali Čchinové posmrtných jmen. První císař jejich udělování zakázal s odůvodněním, že je nevhodné, aby synové posuzovali své předky. Jeho záměrem bylo, aby budoucí nástupci užívali titul Druhý císař, Třetí císař atd. až do „desetitisící generace“. Za dynastie Chan bylo užívání posmrtných jmen obnoveno.